# Natalie Olson
Natalie Olson (ur. 9 maja 1986) – brytyjska (angielska) lekkoatletka, tyczkarka.
Złota medalistka mistrzostw Wielkiej Brytanii w kategoriach juniorek i kadetek a także innych prestiżowych zawodów krajowych w tych grupach wiekowych.

## Osiągnięcia
| Rok  | Impreza                              | Miejsce | Lokata     | Wynik |
| ---- | ------------------------------------ | ------- | ---------- | ----- |
| 2003 | Olimpijski Festiwal Młodzieży Europy | Paryż   | 5. miejsce | 3,60  |
| 2004 | Igrzyska Wspólnoty Narodów młodzieży | Bendigo | 3. miejsce | 3,60  |

## Rekordy życiowe
- skok o tyczce – 3,90 (2004)